# Ana de Lorena
Ana de Lorena o Ana de Aumale (Bar-le-Duc, 25 de julio de 1522-Diest, 15 de mayo de 1568) era la segunda hija de Antonio de Lorena, duque de Lorena y de Bar, y de Renata de Borbón.

## Matrimonios e hijos
En una época tuvo interés en ella el rey Enrique VIII de Inglaterra, pero Ana terminó casándose con Renato de Châlon, príncipe de Orange, el 20 de agosto de 1540 en Bar-le-Duc. De esta unión nació una hija, María, en 1544, que vivió sólo tres semanas, y fue sepultada en la Iglesia de Nuestra Señora, en Breda.
Su esposo, Renato de Châlon, también murió en 1544 en el sitio de Saint-Dizier, al servicio del emperador Carlos V durante la guerra italiana de 1542 a 1546. Es en su memoria que se levantó en la Iglesia de Saint-Etienne, en Bar-le-Duc, la famosa escultura Transición de Renato de Châlon, de Ligier Richier.
El 9 de julio de 1548, Ana se casó en segundas nupcias con Felipe II de Croÿ, príncipe de Croÿ y duque de Aarschot, un viudo de 52 años y con una numerosa descendencia. Ana se encontró viuda por segunda vez en abril del año siguiente. Sin embargo, de esta unión nació un hijo póstumo, Carlos Felipe de Croÿ, el 1 de septiembre de 1549 en Bruselas, que fue también príncipe de Croÿ. En 1580, se casó con Diana de Dammartin, baronesa de Fontenoy-le-Château.
Ana, dos veces viuda a los 27 años, no volvió a casarse y se dedicó a la educación de su hijo. Murió en Diest en 1568, a la edad de 45 años. Fue sepultada junto a su segundo esposo Felipe II de Croÿ en la iglesia de Avesnes.